# Iglesia de San Carlos de Borromeo (Cañasgordas)
La Iglesia de San Carlos de Borromeo es una iglesia católica colombiana bajo la advocación de Carlos Borromeo, en el municipio de Cañasgordas (Antioquia); que hace parte de la Arquidiócesis de Santa Fe de Antioquia, específicamente de la Vicaría de San Pablo de ésta.
En 1778 llegaron a Cañasgordas los misioneros jesuitas, a petición de Buelto Lorenzana, gobernador de la provincia. Cuando llegaron, existía ya una capilla construida dos años atrás por indígenas convertidos. Posteriormente, José Agustín de Salazar fue nombrado cura doctrinero de Cañasgordas, perteneciente a la parroquia de Buriticá, convirtiéndose Cañasgordas en la Capellanía de Nuestra Señora de Aranzazu. Ese mismo año, Buelta Lorenzana solicitó intervención ante el Obispado de Popayán al Virrey Manuel Antonio Flórez, para que Cañasgordas fuera erigida en parroquia, título que obtuvo el 20 de marzo de 1781, con José Agustín de Salazar como párroco; tanto él como sus sucesores construyeron templos de tapia pisada y teja levantada, hasta que el Pbro. Luis María Vélez remodeló el templo, convirtiéndolo en uno de estilo románico, con reloj y campanas de bronce en el frontis, además de cúpula; no obstante, a mediados del siglo XX Mons. Reginaldo Velásquez Sierra, ante la creciente población, hizo la ampliación del templo conservando el que estaba y demoliendo la casa cural que queda en un lateral, construyendo así el actual templo de mayores dimensiones.En este templo se venera la Imagen de Jesús Crucificado desde el año 1908, numerosos fieles peregrinan allí y le atribuyen grandes prodigios. En el año 2008, con motivo del centenario de la llegada de la venerable imagen desde Barcelona España, se elevó el templo a Santuario Arquidiocesano. 